# 1SWASP J140747.93-394542.6
1SWASP J140747.93-394542.6（しばしば1SWASP J140747またはJ1407と略される。以下、特記しない限り、J1407と総称する）は、地球から見てケンタウルス座の方向に約434光年離れた位置にある前主系列星である。見かけの明るさは12.3等級で、観測には望遠鏡が必要となる。
2012年、J1407のまわりに少なくとも1つ、巨大ガス惑星か褐色矮星と思われる伴天体（1SWASP J140747.93-394542.6bや1SWASP J1407b、J1407bと呼ばれる。以下、J1407bと総称する）が存在する、と発表された。この伴天体には、巨大な環が存在していることもわかった。

## 命名
スーパーWASP計画における観測対象の1つで、3.21日周期で0.1等級程度変光することがわかっていたが、2007年4月に突如として光度が大きく低下し、最大で3等級以上暗くなった。減光は56日にわたって続いた。この特異な変光の検出を受け、スーパーWASP（SuperWASP）の第1次データ公表による結果であることと、天体の赤経・赤緯とから、"1SWASP J140747.93-394542.6"と呼ばれることになった。
その後、変光星名が付与され、ケンタウルス座V1400星とも呼ばれるようになった。

## 特徴
| 太陽 | 1SWASP J1407 |
| ---- | ------------ |
| 太陽 | Exoplanet    |

J1407は、さそり座-ケンタウルス座OBアソシエーションの一員と考えられる。太陽の約90%の質量を持ち、年齢は1600万年とかなり若い。半径は太陽とほぼ同じくらいである。分光観測によれば、J1407はリチウムが豊富で、ナトリウムのスペクトルを見ると主系列星より弱いので、スペクトル分類上は準巨星とされている。
明るさは、3.21日周期で正弦関数的に0.1等級程度変化しているが、これは若い恒星によくある、黒点が自転とともに変化することによるものと考えられている。

## 惑星系

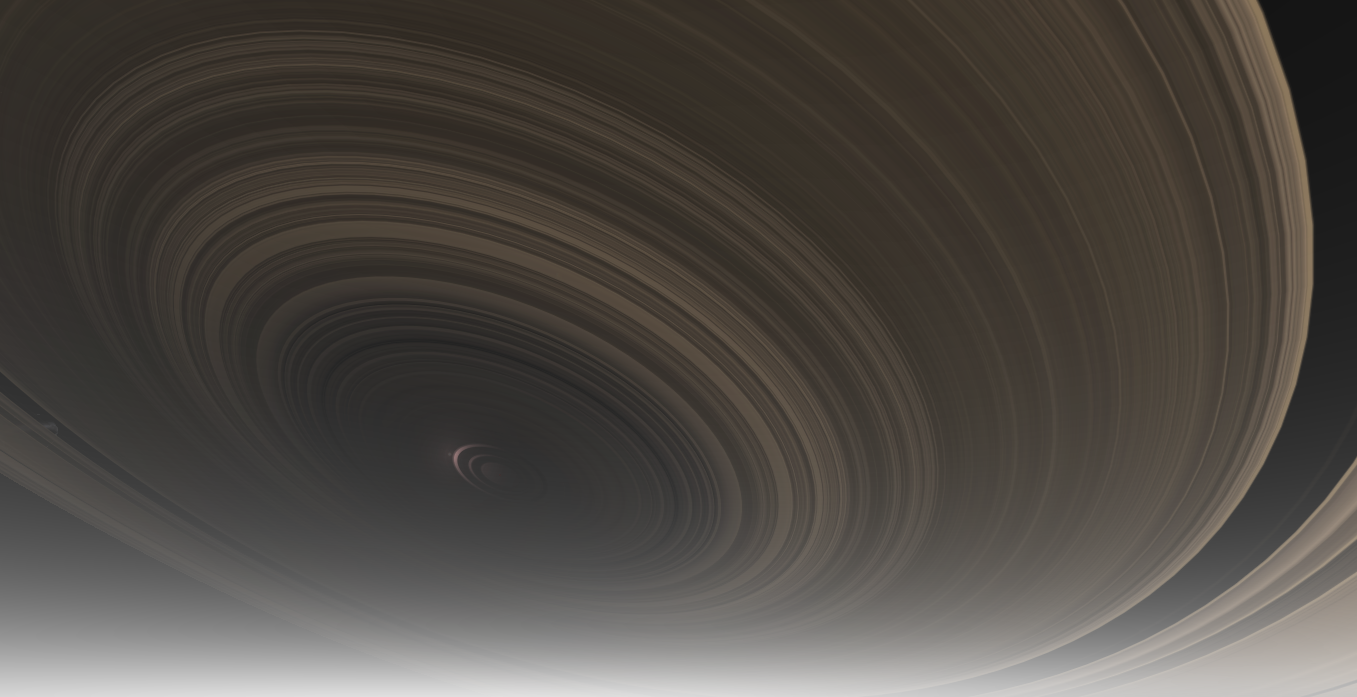
衛星から見たJ1407 bの想像図。

2007年4月から5月にかけての特異な減光を報告した、ロチェスター大学の天文学者エリック・ママジェクらのチームはこの現象を、何らかの天体（J1407b）の通過によって食が起きたと推測した。減光の仕方が緩やかで、しかも明るくなったり暗くなったりを繰り返しながら底を打っていることから、食を起こした天体は土星のような環を持つと予想された。
J1407bは、公転軌道が仮に円軌道であるとすると、母星の周りを約11年（誤差を含めば3.5～13.8年）で公転し、質量は木星の13.6～26.1倍と予想される。ただし、J1407bの公転軌道は細長い楕円軌道の可能性があり、その場合は公転周期13.3年、質量が木星の23.8倍というのがもっともらしくなる。
J1407bは、半径およそ9000万km（0.6AU、土星の環の200倍）に渡って広がる、37本からなる環を持っており、そのため"Saturn on Steroids"や「スーパーサターン（Super Saturn）」などとも呼ばれている。J1407bは、環を持つ天体による食が検出された最初の例である。環の中には、J1407bからおよそ6100万km（0.4AU）の距離に、幅400万km程度の、土星の環に類似した隙間が確認されている。この隙間は、質量が0.8M⊕以下の天体（太陽系外衛星）がJ1407bの周りを公転していれば説明できるとされる。J1407bは、惑星の周りの円盤から衛星が作られるところをとらえた初めての例ともみられる。
J1407bの環がどの程度安定して存在できるかを、数値計算で検証した結果、10万年経過後も観測されたような大きな環が存続できるのは、環が公転に対して逆行している場合だけであることがわかった。
地球から観測した場合、J1407bの環は9.0ミリ秒に渡って見える。ちなみに、仮に土星がJ1407bと同じ距離にあるとした場合、土星の環は0.05ミリ秒に渡って見えるであろう。
| 名称 （恒星に近い順） | 質量           | 軌道長半径 （天文単位） | 公転周期 (日)  | 軌道離心率 | 軌道傾斜角 | 半径 |
| --------------------- | -------------- | ----------------------- | -------------- | ---------- | ---------- | ---- |
| b                     | 14.0 - 23.8 MJ | 5.0                     | 4,860 - 10,000 | > 0.5      | —          | —    |